# B (programozási nyelv)
A B egy programozási nyelv, amelyet a Bell Labs fejlesztett ki 1969 körül. Ken Thompson és Dennis Ritchie fejlesztette ki, és jelentős szerepet játszott a modern programozási nyelvek fejlődésében.
A B a BCPL-ből származik, és neve valószínűleg a BCPL összehúzódása lehet. Thompson munkatársa, Dennis Ritchie feltételezte, hogy a név Bon, egy korábbi, de nem rokon programozási nyelvre épülhet, amelyet Thompson a Multics-hoz tervezett. 
A B-t rekurzív, nem numerikus, gépfüggetlen alkalmazásokhoz, például rendszer- és nyelvi szoftverekhez tervezték. Típus nélküli nyelv volt, az egyetlen adattípusa az alapul szolgáló gép természetes memória szóformátuma volt, bármi is legyen az. A kontextustól függően a szót egész számként vagy memóriacímként kezelték.
Amint az ASCII feldolgozással rendelkező gépek általánossá váltak, nevezetesen a Bellhez érkezett DEC PDP-11, fontossá vált a karakteradatok memória szavakba történő beépítésének támogatása. A nyelv tipizálatlanságát hátránynak tekintették, ami Thompsont és Ritchie-t arra késztette, hogy dolgozzanak ki egy új, mind belső, mind felhasználó által definiált típusokat támogató nyelvet, amely később a C programozási nyelv lett.

## Történelem
Körülbelül 1969-ben Ken Thompson és később Dennis Ritchie fejlesztette ki a B-t, főként a Thompson BCPL nyelvre építve, amelyet a Multics projektben használtak. Lényegében a BCPL-rendszert megfosztották minden olyan elemtől, amelyről Thompson úgy érezte, hogy nélkülözheti annak érdekében, hogy az megfeleljen az akkori miniszámítógépek korlátozott memóriakapacitásának. A BCPL-B átmenet magában foglalta azokat a változtatásokat is, amelyek Thompson preferenciáihoz igazodtak (főként egy tipikus program nem fehér szóközű karaktereinek csökkentése mentén). A BCPL tipikus ALGOL-szerű szintaxisának nagy része meglehetősen erősen megváltozott ebben a folyamatban. Az értékadó operátor := változott =-re, valamint az egyenlőség vizsgálatára szolgáló operátor = helyett == lett.
Thompson bevezette a "kétcímű-hozzárendelési operátorokat" x =+ y szintaxissal, hogy y-t adjon x-hez (C-ben az operátor később += formára módosult). Ez a szintaxis Douglas McIlroy TMG-implementációjából származott, amelyben először B fordítóját hajtották végre (a TMG-hez pedig az ALGOL 68 x +:= y szintaxisából érkezett). Thompson tovább fejlesztette a nyelvet, feltalálva a növekmény és csökkentés operátorokat (++ és --). Ezek prefix vagy postfix pozíciója határozza meg, hogy az operandus értékét a módosítás előtt vagy után vesszük-e figyelembe. Ez az újítás nem volt része a B legkorábbi verzióinak. Dennis Ritchie szerint sokan azt feltételezték, hogy ezek az operátorok a DEC PDP-11 automatikus növekményes és csökkentési címzési módjaihoz lettek kifejlesztve, de ez történelmileg lehetetlen, mivel ezek az operátorok a gép megjelenése előtt már léteztek.
A for hurok pontosvesszős szintaxisát Ken Thompson Stephen Johnson munkájából kölcsönözte.
A B típus nélküli nyelv volt, pontosabban egyetlen adattípusa volt: a számítógépes szó. A legtöbb operátor (pl. +, -, *, /) ezt egész számként kezelte, de más operátorok memóriacímként használták fel. Számos más szempontból a B nagyon hasonlított a C korai verzióihoz. Rendelkezett néhány könyvtárfunkcióval, köztük olyanokkal, amelyek homályosan hasonlítottak a C szabványos I/O könyvtárához. Thompson szavai szerint: "B és a korai C nagyon hasonló nyelvek voltak, kivéve az összes típus [kezelését C-ben]".
A korai megvalósításokat a korai Unixot használó DEC PDP-7 és PDP-11 minikomputerek, valamint a GCOS operációs rendszert futtató Honeywell GE 645 36 bites nagyszámítógépeken futtatták. A legkorábbi PDP-7 implementációk szálkódra fordultak, és Ritchie írt egy fordítót a TMG segítségével, amely gépi kódot készített. 1970-ben beszereztek egy PDP-11-et és menetes kódot használtak a portoláshoz; egy assembler, a dc számológép és maga a B nyelv B-ben íródott a számítógép indításához. A yacc korai verzióját is ezen a PDP-11 konfigurációban fejlesztették ki. Ritchie ebben az időszakban vette át a nyelv karbantartását.
A B típus nélkülisége jól működött a Honeywell, a PDP-7 és sok régebbi számítógépen, de nehézségeket okozott a PDP-11 és a későbbi modern architektúrák számára, különösen a karakteres adatok kezelésénél. 1971-től Ritchie megváltoztatta a nyelvet, miközben a fordítót konvertálta gépi kód előállítására, bevezetve a különböző változótípusok támogatását. 1971–1972 között a B nyelv "Új B"-vé (NB) fejlődött, majd ebből született meg a C.
A B nyelv ugyan majdnem teljesen eltűnt, helyét a C nyelv vette át, azonban továbbra is használatban maradt bizonyos GCOS nagyszámítógépeken és egyes beágyazott rendszereken különböző okokból: korlátozott hardvererőforrások kisebb rendszerekben, kiterjedt könyvtárak és eszközök elérhetősége, licencelési költségek elkerülése, valamint egyszerűen azért, mert bizonyos feladatokra tökéletesen megfelelt. Érdekesség, hogy a nagy hatású AberMUD, az egyik első többfelhasználós virtuális világot megvalósító rendszer eredetileg B nyelven íródott.

## Példák
A következő példák Ken Thompson által a Felhasználók B-hivatkozásából (Users' Reference to B) származnak:
```
/* The following function will print a non-negative number, n, to

  the base b, where 2<=b<=10. This routine uses the fact that

  in the ASCII character set, the digits 0 to 9 have sequential

  code values. */

printn
(
n
,
 
b
)
 
{

    
extrn
 
putchar
;

    
auto
 
a
;

    
/* Wikipedia note: auto declares a variable with automatic

      storage (lifetime is function scope), not "automatic typing"

      as in C++11. */

    
if
 
(
a
 
=
 
n
 
/
 
b
)
    
/* assignment, not test for equality */

        
printn
(
a
,
 
b
);
 
/* recursive */

    
putchar
(
n
 
%
 
b
 
+
 
'0'
);

}

```

```
/* The following program will calculate the constant e-2 to about

  4000 decimal digits, and print it 50 characters to the line in

  groups of 5 characters. The method is simple output conversion

  of the expansion

   1/2! + 1/3! + ... = .111....

  where the bases of the digits are 2, 3, 4, . . . */

main
()
 
{

	
extrn
 
putchar
,
 
n
,
 
v
;

	
auto
 
i
,
 
c
,
 
col
,
 
a
;

	
i
 
=
 
col
 
=
 
0
;

	
while
(
i
<
n
)

		
v
[
i
++
]
 
=
 
1
;

	
while
(
col
<
2
*
n
)
 
{

		
a
 
=
 
n
+
1
 
;

		
c
 
=
 
i
 
=
 
0
;

		
while
 
(
i
<
n
)
 
{

			
c
 
=+
 
v
[
i
]
 
*
10
;

			
v
[
i
++
]
 
=
 
c
%
a
;

			
c
 
=/
 
a
--
;

		
}

		
putchar
(
c
+
'0'
);

		
if
(
!
(
++
col
%
5
))

			
putchar
(
col
%
50
?
' '
:
 
'
*
n
'
);

	
}

	
putchar
(
'
*
n
*
n
'
);

}

v
[
2000
];

n
 
2000
;

```

## Fordítás
Ez a szócikk részben vagy egészben  a   B (programming language) című angol Wikipédia-szócikk ezen változatának fordításán alapul.  Az eredeti cikk szerkesztőit annak laptörténete sorolja fel. Ez a jelzés csupán a megfogalmazás eredetét és a szerzői jogokat jelzi, nem szolgál a cikkben szereplő információk forrásmegjelöléseként.